# Gesta Danorum
Gesta Danorum (A dánok cselekedetei), egy középkori dán mű, amit Saxo Grammaticus írnok és történész írt, és Dánia történelmét örökíti meg. Ezért, úgy is nevezik, hogy Saxo Dániakrónikája vagy Saxo Dániatörténelme vagy csak Saxo Krónikája. A könyv Sorø kolostorában, Dániában íródott, Absalon roskildei püspök (később Lund érseke, Nagy Valdemár fogadott fivére) megbízásából. A Gesta Danorum a legigényesebb irodalmi mű a dán történelemről és a legfontosabb forrása Dánia korai történelmének, s ami nagyban hozzájárult a dán nemzeti identitás megteremtéséhez. A mű sok információt tartalmaz a skandináv mitológiáról is.

## Felosztás
A Gesta Danorum, 16 könyvben, latinul írja le a mesebeli király Dan den högmodige (II. Dan a büszke) és VI. Istenfélő Knut uralkodása közötti időt (kb. 1190-1200 évek), és a vendek legyőzésével végződik. A mű, egy dús és szórakoztató prózai írás, versekkel tűzdelve.
A könyveket két csoportra lehet osztani. Az első kilenc a mitológiai időkről szól és vagy 60 mesebeli királyt említ meg. Ezek a könyvek valószínűleg írásos forrásokra alapulnak. Feltételezik hogy Saxonak birtokában volt a Skjöldunga saga egy latin nyelvű kiadása, valamint egy példány Angolszász krónika is.
A kilencedik könyv a III. Öreg Gorm uralkodásával végződik, aki az első dokumentált dán király. A 10-13. könyvek a Kékfogú Harald uralkodásától, az 1100-as évek közepéig tartó időszakról szólnak. A 14. terjedelmesebb és a 15. rövidebb könyv, a dán polgárháború (1131-1134) és Nagy Valdemár uralkodása közötti időről szól.

## Háttér

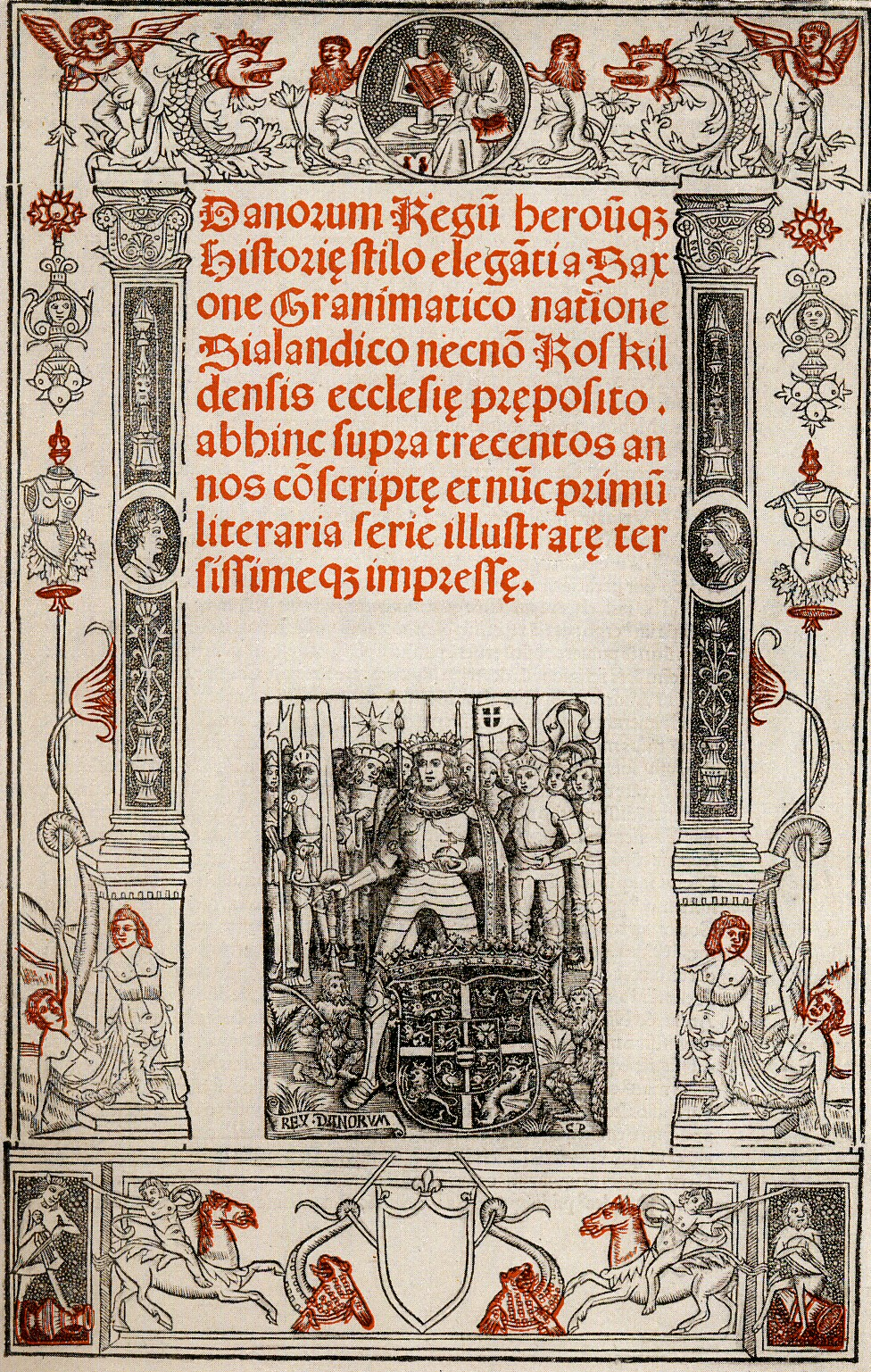
Christiern Pedersen kiadásának borítója, Párizs 1514

Az egyház azért vállalta a költségeket a Gesta Danorum megírásáért, mert hangsúlyozni akarták Dánia függetlenségét és ezáltal a dán egyház függetlenségét, különösen a Német-római Birodalom egyházától és a sok ellenpápától. A mű állást foglal a polgárháború ellen amelybe a német-római császár beavatkozott és ezzel hozzájárult Dánia megosztottságához, először két, majd 1157-ben három részre.
A polgárháború alatt, a dán egyház a német-római császár kiszolgálója lett, a római pápával szemben. A Gesta Danorumot ellensúlynak lehet felfogni Brémai Ádámmal szemben, aki elutasította a hamburgi érsek érdekeit, de ugyanakkor dánbarátnak bizonyult és erősen kritizálta elhunyt munkaadóját, Adalbert av Hamburg-Bremen érseket.

## Amleth és Hamlet
Egyes részei a Gesta Danorumnak szolgáltak alapul Shakespeare drámájának, a Hamletnek. Shakespeare feltehetően nem olvasta a művet, de hozzájuthatott egy későbbi verzióhoz amelyik leírja a dán királyfi sorsát.
Saxo verzióját 1514-ben nyomtatták ki először. Az anyagát, François de Belleforest elég szabadon átdolgozta franciára és része volt a Histoires tragique (Tragikus történetek) gyűjteményének, ami 1564-ben jelent meg.
A francia művet 1596-ban lefordították angolra. Valószínű Thomas Kyd (1558-1594) volt az aki a történeteket Angliába juttatta. A művet átdolgozta drámai formára 1589 körül, de ez a mű ami feltehetően egy melodráma volt, elveszett. Sokat hozzátett a történetekhez, mint például az apja megjelenését mint szellem.
Shakespeare, 1600 körül írta meg a híres Hamlet drámáját, ami részben saját anyag, de tartalmaz elemeket a Kyd drámájából.
A királyfi valódi neve Amleth, de Shakespeare az anagrammáját, Hamletet használta. Több különbség is van Saxo Amlethje és Shakespeare Hamletje között. Opheliát nem említik név szerint Saxo verziójában és alárendelt szerepe van a történetben. A leglényegesebb különbség azonban Hamlet monológja (belső dialógusa), amikor az elkövetendő tettét latolgatja. Amlethnek, ezzel szemben nincs lelkiismeretfurdalása, hanem a bosszúvágy hajtja, ami jellemző volt az akkori időszakra.
A Saxo verzió 3. és 4. könyve nagyjából ugyanaz mint Shakespeare drámája. Két testvér, Horvendil és Feng hatalmat kap Jylland fölött Roriktól, a dán királytól. Nem sokkal azután Horvendil feleségül veszi Geruth-ot (a Hamletben Gertrude), Rorik király lányát, s egy fiuk születik, Amleth. Feng irigykedik testvére házasságára és mivel magának akarja az egész hatalmat Jylland fölött, meggyilkolja Horvendilt. A gyászidő lejárta után Feng feleségül veszi Geruth-ot és egyeduralkodónak kiáltja ki magát. Amleth bosszút áll apja haláláért, megöli nagybátyját és ő lesz Jylland jogos királya.

## Forrásművek
A művet iskolázott, szó-gazdag és jól fogalmazott latin nyelven írták. Nyelvi forrásként és példaképként Saxonak a római szerzők, Quintus Curtius, Valerius Maximus samt Justinus és Martianus Capella szolgáltak, de ismerte Vergiliust, Horatiust és Ovidiust is.
A középkori történészek közül ismerte Bedát, Paulus Diaconust, Salisbury-i Jánost és Saint-Quentin-i Dudót, de a Gesta Danorum mindenekelőtt Geoffrey of Monmouth, Historia Regum Britanniae (Britannia királyainak története) című művére emlékeztet.
Sokáig vitatták, hogy mik is voltak Saxo forrásai. Fennmaradt egy kézikönyv példánya a Nyugatrómai Birodalom történetéről, amit Saxo vett kölcsön a székesegyháztól s amit Sorø zárdába kellett volna visszaszolgáltatni.

## A mű értéke
A mű legrégebbi részeinek történelmi értéke, a felhasznált források értékén áll vagy bukik.
Saxo azonosít történelmi személyeket ezekből a forrásokból, annak ellenére, hogy az időbeli különbségek kizárják a személyek kapcsolatát egymáshoz. A magyarázat erre az lehet, Saxo tisztában volt az elvárással, hogy egy összefüggő leírást adjon Dánia korai történelméről.
A legkülönösebb példa az, amikor Tyra Danebot királynő apjaként (H)athelradust (Æthelred of Wessex) adja meg, aki valójában a Tyra unokáival volt kortárs. Valószínű, a félreértés a (Cl)acharaldus név téves olvasásából ered, aki a Skjöldunga sagában Harald "Klak" Halfdanssonnak felelt meg.
Összefoglalva elmondható, hogy a mű irodalmi értéke többet nyom a latba mint a történelmi értéke, és több nemzeti romantikus költő ihletődött belőle.
A Gesta Danorumot több nyelvre lefordították, dánra, angolra, németre, franciára, spanyolra, olaszra és japánra.

## Fordítás
- Ez a szócikk részben vagy egészben  a   Gesta Danorum című svéd Wikipédia-szócikk fordításán alapul.  Az eredeti cikk szerkesztőit annak laptörténete sorolja fel. Ez a jelzés csupán a megfogalmazás eredetét és a szerzői jogokat jelzi, nem szolgál a cikkben szereplő információk forrásmegjelöléseként.
- Ez a szócikk részben vagy egészben  a   Gesta Danorum) című angol Wikipédia-szócikk fordításán alapul.  Az eredeti cikk szerkesztőit annak laptörténete sorolja fel. Ez a jelzés csupán a megfogalmazás eredetét és a szerzői jogokat jelzi, nem szolgál a cikkben szereplő információk forrásmegjelöléseként.